# George Cathcart
George Cathcart (né à Renfrewshire le 12 mai 1794, mort à Inkerman le 5 novembre 1854) est un général et un diplomate britannique.

## Biographie
George Cathcart naît en 1794 et est le fils de William Cathcart. En 1810 il achète la charge decornet, c’est-à-dire porte étendard, dans le 2nd Life Guard, mais au lieu de servir dans son régiment il est attaché à son père, alors ambassadeur auprès du Tsar, en tant qu’aide de camp. Il est ensuite transféré, toujours en tant qu’aide de camp, dans l’état-major de Wellington, auprès duquel il se trouve en 1815.
Dans les années suivantes, il achète d’autres charges, lui permettant de commander le 8th Foot et le King’s Dragoon Guards. Puis, en 1852, remplace Harry Smith en tant que gouverneur du Cap et commandement des forces britanniques de la région, alors engagées contre les Xhosas dans la huitième guerre cafre. À la fin de la guerre en 1853, Cathcart est nommé adjudant-général à Whitehall, puis est mis à la tête de la 4e division de la campagne de Crimée, un accord secret conclu avec sa hiérarchie stipulant qu’il deviendrait commandant suprême dans le cas où Lord Raglan ne pourrait plus assumer ses fonctions.
Frustré de se trouver dans une position subalterne et renâclant à exécuter les ordres, son comportement sur place devient rapidement problématique. Après avoir fait un scandale parce que sa division n’avait pas été engagée pendant la bataille de l’Alma, sa lenteur à obéir aux ordres contribue également à la destruction de la brigade légère pendant la bataille de Balaklava. Son attitude se retourne finalement contre lui à la bataille d’Inkerman : désobéissant aux ordres de Lord Raglan en refusant de se porter au secours de la première division, il charge dans un ravin dans lequel ses troupes sont encerclées et taillées en pièce, Cathcart lui-même étant tué.